# Medonosy
Medonosy (en allemand : Medonost) est une commune du district de Mělník, dans la région de Bohême-Centrale, en Tchéquie. Sa population s'élevait à 146 habitants en 2020.

## Géographie
Medonosy se trouve dans le parc paysager de Kokořínsko-Macha, à 10 km au nord-est de Štětí, à 16 km au nord de Mělník et à 47 km au nord de Prague.
La commune est limitée par Snědovice et Dubá au nord, par Dobřeň et Vidim à l'est, par Tupadly au sud et par Štětí à l'ouest.

## Histoire
La première mention écrite de la localité date de 1352.

## Patrimoine

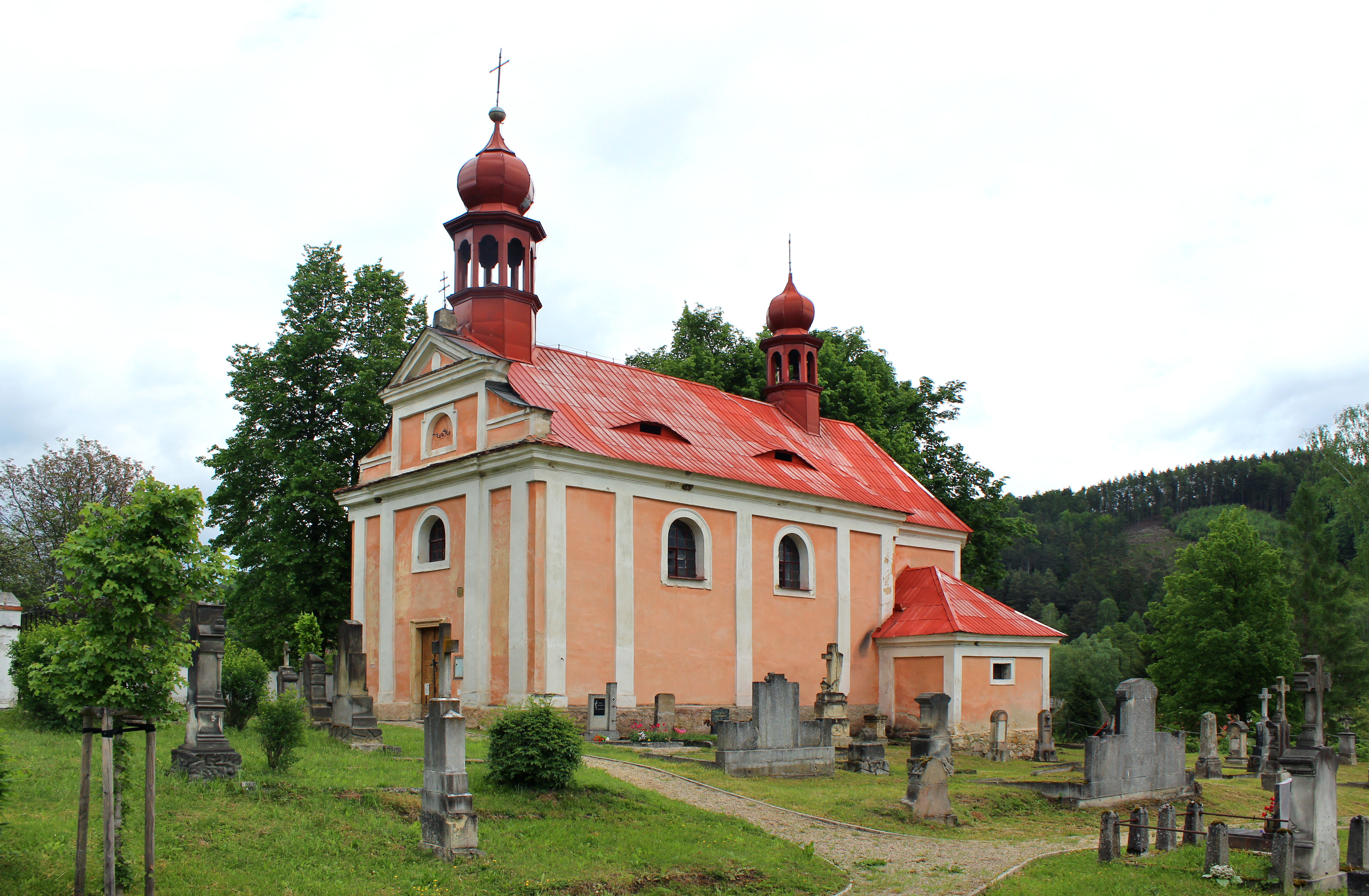
L'église Saint-Jacques.
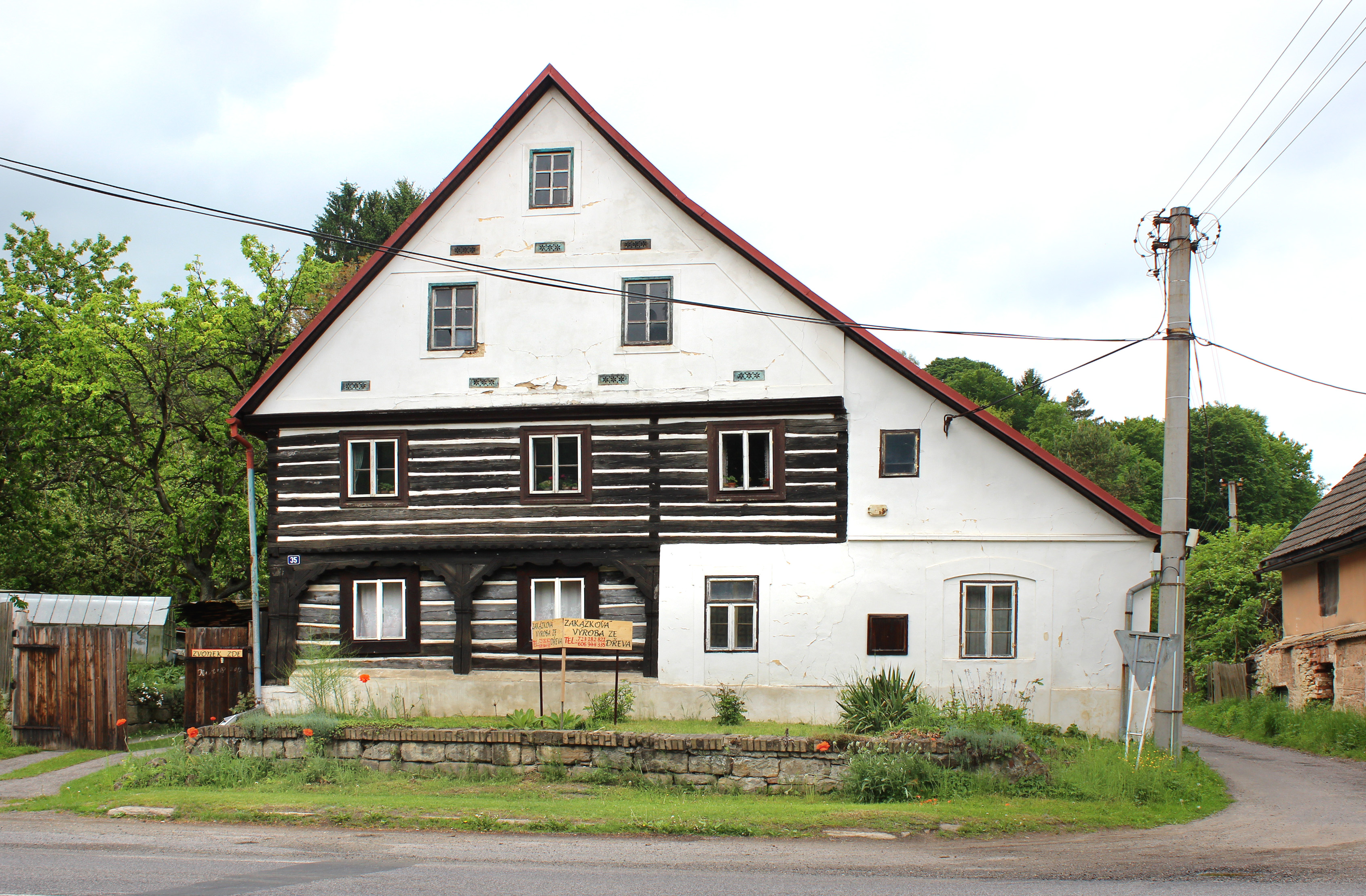
Maison typique sur la route principale.

## Administration
La commune se compose de cinq quartiers :
- Medonosy
- Chudolazy
- Nové Osinalice
- Osinalice
- Osinaličky